# 1162
Năm 1162 trong lịch Julius.